# Zachary Browne
Zachary Browne (nascido em 28 de março de 1985) é um ator americano.
Browne teve papel de convidado nas séries ER, 7th Heaven, e Dr. Quinn, Medicine Woman, entre outros espetáculos. Quando fez o teste para o papel de Marty Preston em Shiloh (1996), o diretor do filme ficou muito impressionado com Zachary, embora ele não tenha conseguido o papel pelo motivo de ser jovem. No entanto, quando Shiloh 2 estava sendo lançado, Zach já tinha 13 anos e foi lembrado pelo diretor. Shiloh 2 foi último filme de Zachary, tendo deixado de atuar em filmes aos 14 anos.